# آکاسیای ساسا
آکاسیا ساسا (نام علمی: Acacia sassa) نام یک گونه از سرده آکاسیا است.